# ACID
ACID là từ viết tắt các chữ cái đầu của bốn từ tiếng Anh atomicity, consistency, isolation, và durability. Chúng được coi là bốn thuộc tính quan trọng của một hệ quản trị cơ sở dữ liệu khi xử lý bất kỳ giao dịch nào. Nếu thiếu một trong những thuộc tính này thì tính toàn vẹn của cơ sở dữ liệu khó có thể được đảm bảo. Trong một hệ quản trị cơ sở dư liệu, một giao dịch là một đơn vị lô gích thao tác trên dữ liệu, có thể bao gồm nhiều thao tác. Chẳng hạn việc chuyển tiền từ tài khoản này sang tài khoản khác là một giao dịch, bao gồm thao tác trừ tiền một tài khoản và cộng tiền vào tài khoản kia. Các tính chất ACID trong trường hợp này sẽ đảm bảo các giao dịch được thực hiện một cách đáng tin cậy:
- Tính nguyên tử (Atomicity). Một giao dịch có nhiều thao tác khác biệt thì hoặc là toàn bộ các thao tác hoặc là không một thao tác nào được hoàn thành. Chẳng hạn việc chuyển tiền có thể thành công hay trục trặc vì nhiều lý do nhưng tính nguyên tử bảo đảm rằng một tài khoản sẽ không bị trừ tiền nếu như tài khoản kia chưa được cộng số tiền tương ứng.
- Tính nhất quán (Consistency). Một giao dịch hoặc là sẽ tạo ra một trạng thái mới và hợp lệ cho dữ liệu, hoặc trong trường hợp có lỗi sẽ chuyển toàn bộ dữ liệu về trạng thái trước khi thực thi giao dịch.
- Tính cô lập (Isolation). Một giao dịch đang thực thi và chưa được xác nhận phải bảo đảm tách biệt khỏi các giao dịch khác.
- Tính bền vững (Durability). Dữ liệu được xác nhận sẽ được hệ thống lưu lại sao cho ngay cả trong trường hợp hỏng hóc hoặc có lỗi hệ thống, dữ liệu vẫn đảm bảo trong trạng thái chuẩn xác.

Khái niệm ACID được miêu tả trong tiêu chuẩn ISO/IEC 10026-1:1992 Phần 4. Mỗi thuộc tính này đều có các phương pháp đo lường. Thông thường, một chương trình quản lý giao dịch được thiết kế để đảm bảo những tính chất ACID này. Trong một hệ thống phân tán, một cách để đạt được tính chất ACID là dùng phương pháp xác nhận hai pha (2PC), phương pháp này đảm bảo tất cả mọi thành phần tham gia phải xác nhận hoàn tất đối với giao dịch, nếu không giao dịch phải bị hủy (quay về trạng thái trước đó).